# Tangerang
Tangerang es una ciudad que se encuentra a 20 kilómetros de Yakarta, la capital de Indonesia. Es el núcleo urbano más grande en la región de Jabotabek, después de Yakarta. La población estimada en 2014 es de 2.001.925 habitantes. Está localizada en las coordenadas 6°11′S 106°38′E.

## Introducción
Tangerang es un centro industrial en Java con alrededor de mil fábricas. Muchas corporaciones internacionales tienen su sede en la ciudad. Su clima tiende a ser cálido y húmedo. Algunas áreas de la ciudad son pantanosas, incluidas las cercanas al aeropuerto internacional de Soekarno-Hatta.
En los últimos años la expansión de Yakarta ha llegado hasta Tangerang, como resultado de esto muchos de sus residentes van a Yakarta a trabajar o viceversa. Se han desarrollado muchas ciudades satélite de clase alta y en ella, y cuenta también con centros comerciales, escuelas privadas y centros de congresos. El gobierno trabaja para la expansión del sistema de autopistas para facilitar el tráfico creciente desde y hacia la ciudad.

## Cina Benteng
Tangerang tiene una significativa comunidad de chinos indonesios, muchos de los cuales provienen de Cina Benteng ("Benteng" significa fortaleza en indonesio). Son descendientes de trabajadores que fueron traídos por los colonizadores holandeses en los siglos XVIII y XIX y la mayor parte de ellos son aún trabajadores y granjeros. Son culturalmente diferentes de otras comunidades chinas del área: mientras que no son capaces de hablar ningún dialecto chino, son culturalmente Taoístas y mantienen sus lugares de culto y sus centros comunitarios. Étnicamente son mixtos, identificándose ellos mismos como chinos. Hay un gran cementerio chino en Tangerang, mientras muchos otros se localizan en comunidades de barrio como Lippo, Karawaci y Alam Sutra.
Gran parte de ChinaTown de Tangerang se encuentra en Pasar Lama, Benteng Makasar, Kapling, Karawaci (no Lippo Karawaci). Se puede encontrar cualquier comida, o cualquier cosa relacionada con China. Lippo Karawaci y Alam Sutra son nuevas zonas residenciales. Gran parte de los residentes son recién llegados, no auténticos chinos de Benteng.